# Nick Jr.
Nick Jr. er en tv-kanal fra Nickelodeon, der fokuserer på målrettet indhold til børn i alderen 3-6 år. Kanalen blev lanceret for Canal Digital og Viasat i Danmark i november 2005.

## Eksterne links
- Officiel hjemmeside (engelsk)
- Dansk officiel hjemmeside

| Fjernsyn | Spire Denne artikel om en tv-kanal er en spire som bør udbygges. Du er velkommen til at hjælpe Wikipedia ved at udvide den. |